# Guerra di successione austriaca
La guerra di successione austriaca fu un conflitto che ebbe luogo tra il 1740 e il 1748 coinvolgendo quasi tutte le potenze europee. Il teatro bellico fu principalmente l'Europa centrale ma vi furono combattimenti anche nei Paesi Bassi austriaci, in Italia, nell'Atlantico e nel Mediterraneo. Diversi furono gli ulteriori conflitti correlati che si intrecciarono nello svolgersi degli eventi, tra cui la Guerra di re Giorgio nel Nord America, la guerra dell'orecchio di Jenkins, la prima guerra carnatica e la prima e la seconda guerra di Slesia. Ancora non si erano spenti del tutto gli echi del conflitto legato alla successione polacca, chiuso nel 1738 con il trattato di Vienna, che un altro grande conflitto stava per travolgere l'Europa.
Nel mese di ottobre del 1740, all'età di 56 anni, moriva improvvisamente, privo di figli maschi, l'imperatore Carlo VI d'Asburgo e saliva al trono d'Austria la figlia primogenita Maria Teresa, di soli 23 anni. Tale situazione venne utilizzata come pretesto in quanto regno di Francia, Prussia e Elettorato di Baviera riconobbero l'opportunità per sfidare il potere asburgico e si coalizzarono mentre Maria Teresa poté godere del sostegno di Gran Bretagna, Repubblica olandese e Elettorato di Hannover in un'alleanza nota come "alleanza pragmatica". Il successivo allargamento del conflitto attirò ulteriori belligeranti tra cui Regno di Spagna, Regno di Sardegna, Elettorato di Sassonia, Svezia e Russia.
Nel 1740 la Prussia di Federico il Grande occupò la Slesia respingendo i tentativi austriaci di riconquistarla. Austria e Sardegna, tuttavia, riuscirono a fermare i tentativi della Spagna di riconquistare i loro territori nell'Italia settentrionale. All'inizio del 1748, la Francia aveva conquistato la maggior parte dei Paesi Bassi austriaci, ma un blocco navale operato dei britannici paralizzò il loro commercio ponendoli vicino al fallimento. Lo stallo portò al Trattato di Aix-la-Chapelle del 1748 che confermò Maria Teresa nei suoi titoli ma non riuscì a risolvere le tensioni di fondo tra i firmatari, molti dei quali erano scontenti degli esiti. La Francia ottenne guadagni minimi a seguito di ingenti spese, mentre gli spagnoli non riuscirono a recuperare Minorca o Gibilterra, cedute alla Gran Bretagna nel 1714.
Il vincitore più chiaro del conflitto fu la Prussia, che acquisì definitivamente la Slesia, un risultato che minò l'alleanza anglo-austriaca di lunga data, poiché Maria Teresa si risentì profondamente per l'insistenza della Gran Bretagna di cedere la regione per conseguire la pace. La guerra dimostrò anche la vulnerabilità di Hannover, allora tenuta in unione personale con la Corona britannica. Il risultato fu il riallineamento, noto come rivoluzione diplomatica, in cui Austria e Francia posero fine alla rivalità franco-asburgica che aveva dominato per secoli la situazione europea, mentre la Prussia si alleò con la Gran Bretagna. Questi cambiamenti prepararono il contesto per lo scoppio della Guerra dei Sette Anni nel 1756.

## Premesse

### Disposizioni sulla successione nella monarchia asburgica

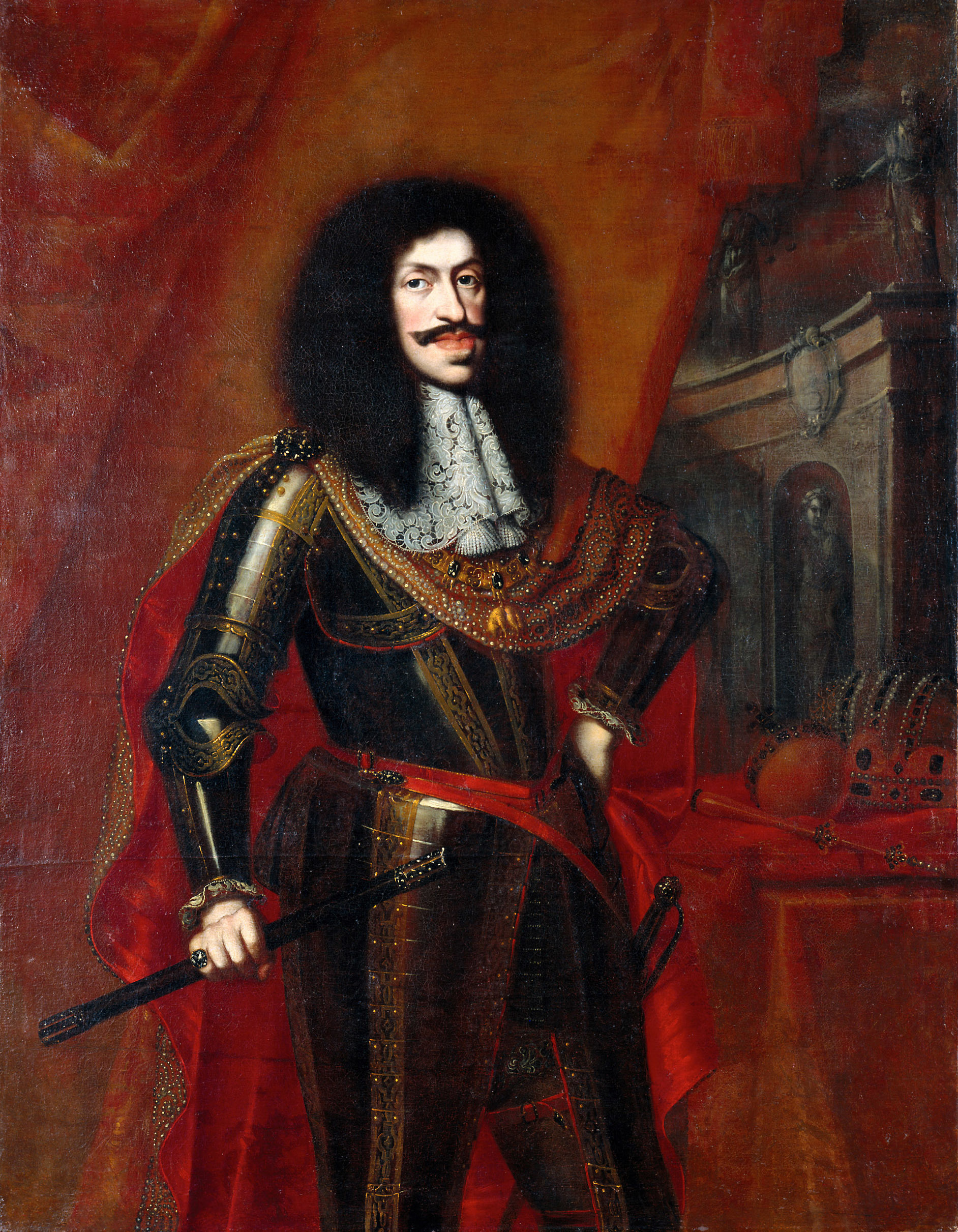
Leopoldo I d'Asburgo ideò nel 1703 il patto reciproco di Successione

Nel mese di settembre del 1703, appena due anni prima della sua morte, l'Imperatore Leopoldo I d'Asburgo decise di modificare le disposizioni che regolavano il diritto di successione ai domini della monarchia asburgica, introducendo criteri completamente nuovi rispetto a quanto tradizionalmente era stato sempre fatto in passato. I nuovi criteri riguardavano soltanto le norme della successione all'Arciducato d'Austria e ai suoi possedimenti, ma non la successione al titolo imperiale che era di natura elettiva.
Fino a quel momento il diritto di successione spettava soltanto agli eredi di sesso maschile, e cioè ai discendenti maschili in linea diretta, oppure, in mancanza di figli maschi, il diritto passava ai fratelli del sovrano appena defunto, in linea collaterale e in ordine decrescente di età. La successione per via femminile era tassativamente esclusa (tale ordinamento è detto legge salica).
Nel nuovo statuto egli restrinse la successione ai propri figli maschi e, in prosieguo, alle figlie femmine del primo maschio, appartenenti sempre alla sua linea diretta, escludendo dalla successione, in tal modo, sia le proprie figlie femmine sia tutti i loro discendenti. Leopoldo era giunto a tanto sulla scorta dell'esperienza vissuta nella recente successione al trono di Spagna, ove, in mancanza di discendenti diretti di sesso maschile, la corona era passata ad altra dinastia in virtù di vincoli matrimoniali, acquisiti con una discendente Asburgo di sesso femminile.
In altri termini, con le nuove norme intendeva evitare che gli Asburgo potessero correre il rischio che, dopo aver perduto il trono che era stato di Carlo V, potessero perdere, prima o poi, anche la corona d'Austria e i possedimenti a essa legati. In base a questa disposizione di Leopoldo, si può notare quindi come egli preferisse che sul trono d'Austria sedesse un discendente diretto, anche se di sesso femminile, piuttosto che uno di linea collaterale o comunque solo parente non diretto, ancorché maschio.
Nel 1705 l'Imperatore Leopoldo I morì e gli successe Giuseppe I, figlio della terza moglie di Leopoldo Eleonora del Palatinato-Neuburg. Il suo regno non ebbe lunga durata. Il 17 aprile 1711 Giuseppe morì di vaiolo a soli 35 anni. Avendo lasciato come superstiti soltanto due figlie femmine, Maria Giuseppa e Maria Amelia, la successione al trono spettò al fratello Carlo, che riuscì anche ad acquisire la corona imperiale con il nome di Carlo VI.

### La Prammatica Sanzione del 1713

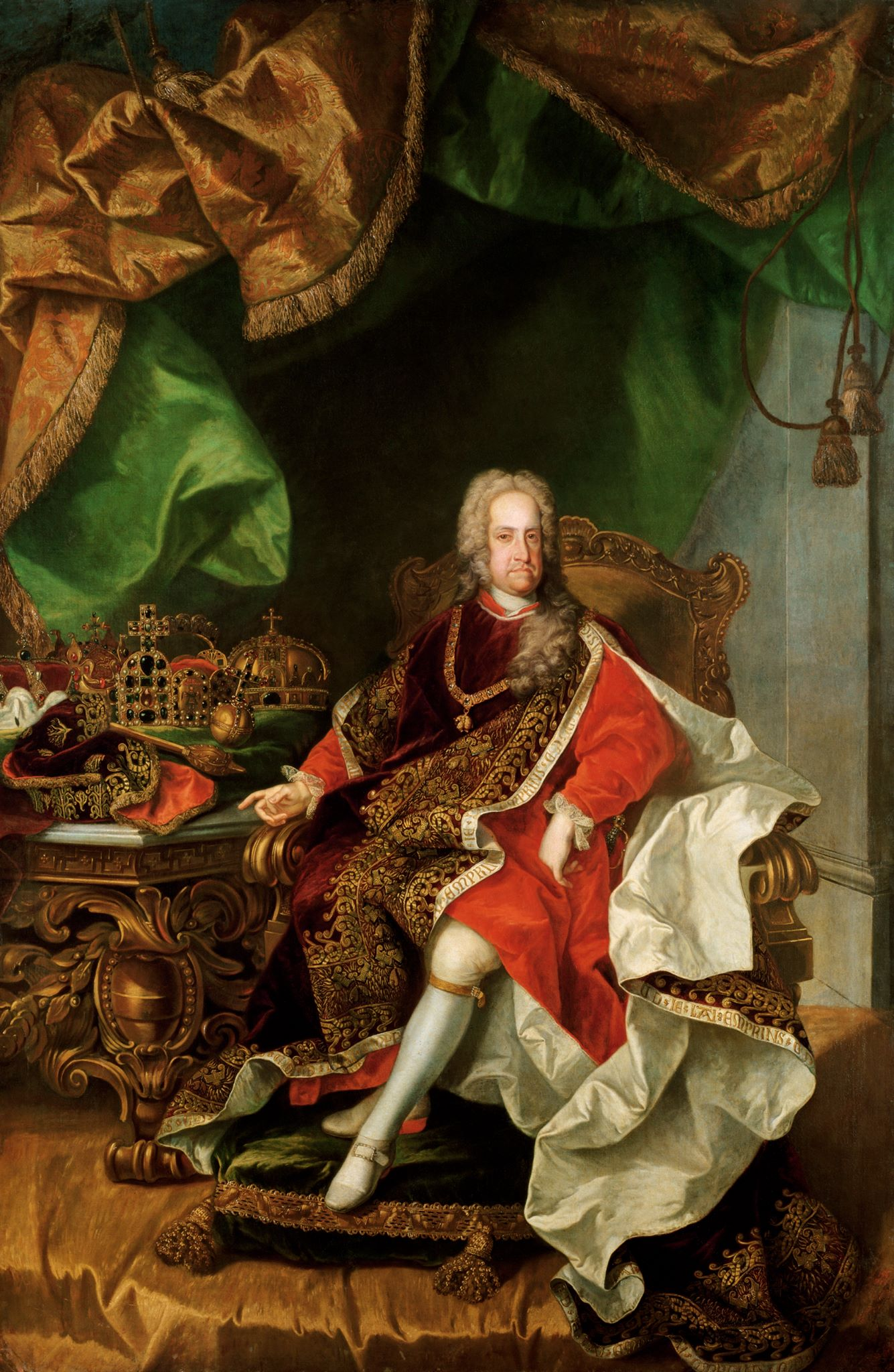
L'Imperatore Carlo VI

Al momento della sua ascesa al trono, però, Carlo interpretò il Patto di mutua successione del 1703 diversamente, rifiutando il principio della restituzione della linea di successione alla discendenza diretta del fratello, qualora egli non avesse avuto figli maschi. In altri termini era sua intenzione assicurare il diritto di successione alla sua propria discendenza diretta, a qualunque costo, anche eventualmente seguendo una linea femminile, in assenza di figli maschi.
A tal fine, nel 1713 emanò la Prammatica Sanzione, mediante la quale dettava le nuove disposizioni per la successione, ignorando quelle leopoldine, anche se lo avevano beneficiato consentendogli di succedere al fratello Giuseppe. Tra le nuove norme vi era anche quella che regolava la successione secondo un rigido principio di primogenitura, femminile in caso di assenza di eredi maschi, principio che era stato sempre rifiutato all'interno della dinastia, ove si era invece privilegiata la successione in linea maschile anche e, forse, soprattutto per non rinunciare alla corona imperiale. La Prammatica Sanzione era una "bolla", ovvero un decreto regio che conteneva norme di diritto pubblico e che non necessariamente doveva sempre essere ratificato dalla Dieta. In altri termini, era un documento che veniva frequentemente usato nella normale amministrazione dello Stato e per gli argomenti più svariati. Formalmente si trattava di un documento di normale amministrazione, la cui eccezionalità risiedeva nel contenuto.

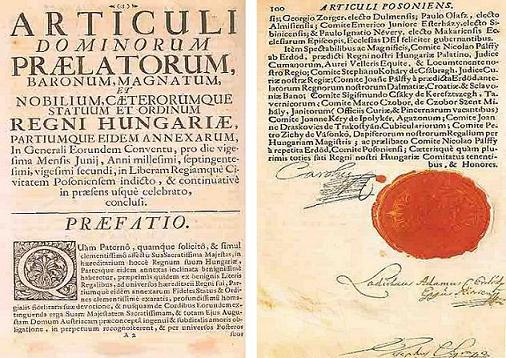
Documento originale della Prammatica Sanzione

Al momento dell'emanazione della Prammatica Sanzione (19 aprile 1713), il sovrano non aveva ancora avuto figli e il problema della successione non si presentava affatto imminente. Poi, nel 1716, nacque il primogenito Leopoldo, il cui diritto alla successione non fu messo in discussione. Ma la morte improvvisa del piccolo erede al trono, a soli sette mesi di età, nel novembre dello stesso anno, seguita dalla nascita, l'anno successivo, di una femmina di nome Maria Teresa, divenuta primogenita e potenziale erede al trono, fece capire che, per la prima volta dal X secolo, la dinastia si apprestava a perdere la guida maschile, vista la successiva nascita di altre due femmine, Maria Anna e Maria Amalia, con le quali si chiuse la figliolanza di Carlo VI.
Si rese necessario tuttavia che il diritto alla successione che Carlo aveva assegnato alla figlia Maria Teresa mediante la Prammatica Sanzione, fosse riconosciuto dalle altre dinastie regnanti in Europa. Per ottenere questo riconoscimento egli profuse tutto il suo impegno per gran parte della vita, sia attraverso numerose trattative diplomatiche e sia attraverso veri e propri conflitti armati. Soltanto nel 1739, a conclusione della guerra di successione polacca, l'Imperatore riuscì a ottenere il tanto agognato riconoscimento, anche se al prezzo del sacrificio dei Regni di Napoli e di Sicilia ceduti a Don Carlos di Borbone, figlio del Re di Spagna, nonché dei territori occidentali del milanese ceduti ai Savoia, e della Lorena ceduta alla Francia. Tutto lasciava quindi supporre che l'avvicendamento sul trono dell'arciduchessa Maria Teresa d'Asburgo sarebbe stato tacitamente accettato all'interno del consesso delle grandi nazioni europee. Le vicende storiche andarono però in tutt'altro modo.

### L'ascesa al trono di Maria Teresa

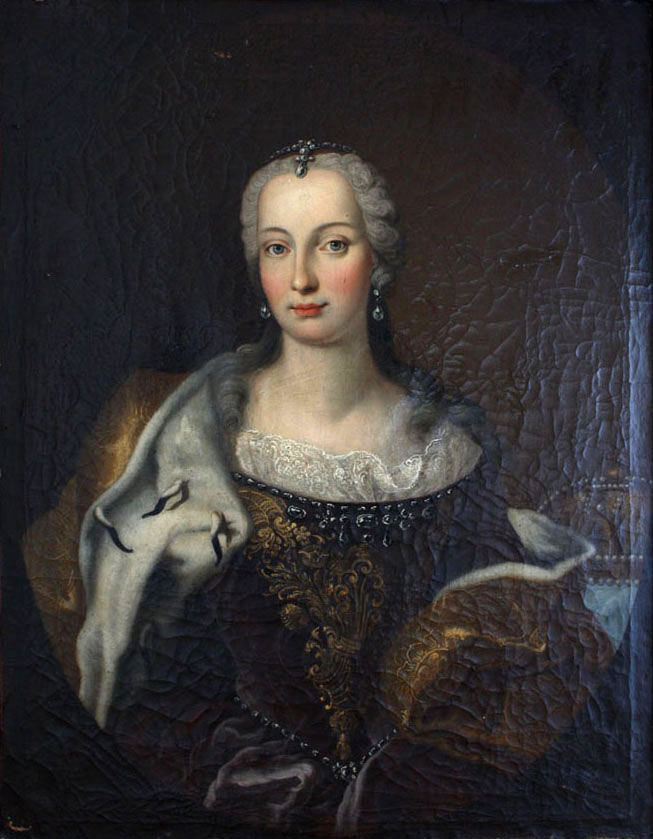
Maria Teresa d'Austria nel 1741

Non appena salita al trono, infatti, alla giovane Maria Teresa fu subito chiaro che i rapporti con le altre nazioni sarebbero stati molto difficili e che ben presto avrebbero assunto una connotazione decisamente conflittuale. Nonostante la prammatica sanzione fosse stata riconosciuta sia sul piano interno sia su quello internazionale, molti segnali lasciavano intuire che, da più parti, era in atto un ripensamento sul consenso dato, che avrebbe portato, quanto meno, a nuovi negoziati, forse non del tutto indolori.
Carlo Alberto Duca di Baviera, ad esempio, sosteneva un proprio presunto diritto a una parte dei territori asburgici in virtù di una sua discendenza diretta da una figlia dell'Imperatore Ferdinando I. Filippo V Re di Spagna, invece, si rivolgeva alla giovane Maria Teresa con il titolo di Granduchessa di Toscana; mentre il Principe Elettore del Palatinato, dal canto suo, l'appellava con il titolo di Arciduchessa d'Austria, pur essendo, ella, Regina d'Ungheria e di Boemia. Erano segnali, molto significativi, di un latente conflitto.

## Panoramica del conflitto
La guerra che da lì a poco scoppiò si svolse in quattro teatri principali: l'Europa centrale, l'Italia, i Paesi Bassi austriaci e i mari. Inoltre le operazioni possono essere divisi in tre conflitti distinti, ma collegati tra di loro: il primo coinvolse Prussia e l'Austria nelle guerre di Slesia; nel secondo, Austria e Regno di Sardegna neutralizzarono i tentativi spagnoli di riconquistare territori nell'Italia settentrionale; nel terzo si assistette ad una contesa sempre più globale tra Gran Bretagna e Francia. Alla fine, la conquista da parte della Francia dei Paesi Bassi austriaci diede loro un chiaro predominio sulla terraferma, mentre i successi della flotta britannica consolidarono il ruolo della Gran Bretagna come potenza navale dominante.

### Tecnologie e strategie militari

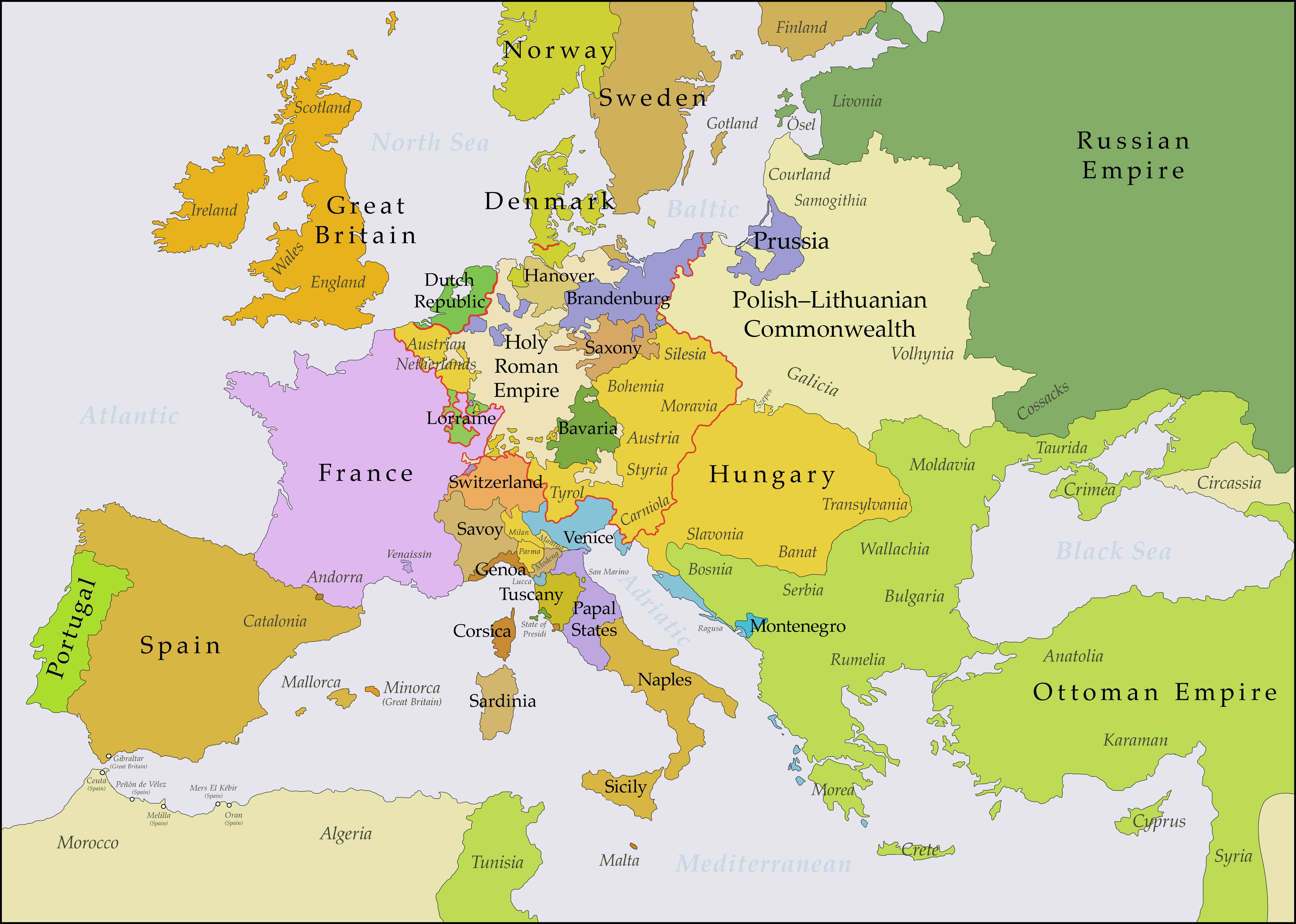
L'Europa dopo il Trattato di Vienna del 1738, in giallo la monarchia asburgica

Nella prima età moderna, l'attività bellica in Europa fu ampiamente caratterizzata dalla diffusione delle armi da fuoco che venivano utilizzate in combinazione con le più tradizionali armi bianche. Gli eserciti europei del XVIII secolo vennero costruiti attorno a unità di fanteria ammassata e armata con moschetti a pietra focaia a canna liscia accessoriati di baionette. Vi erano anche reparti di cavalieri muniti di sciabole e pistole o carabine: la cavalleria leggera veniva usata principalmente per la ricognizione e le comunicazioni tattiche mentre quella pesante era destinata all'intervento tattico e schierata per attacchi d'urto. L'artiglieria a canna liscia forniva un supporto alle operazioni ma nel caso di guerra d'assedio svolgeva il ruolo di protagonista. La strategia bellica di questo periodo era incentrata sulla conquista delle fortificazioni chiave il cui controllo permetteva di aver il comando del territorio e delle strade circostanti; lunghi assedi erano dunque una consuetudine nei conflitti armati. Le battaglie campali sul campo decisive erano relativamente rare.
La guerra di successione austriaca, come la maggior parte delle guerre europee del XVIII secolo, fu combattuta come una cosiddetta kabinettskriege (guerra di gabinetto), in cui eserciti regolari e disciplinati venivano equipaggiati e forniti dallo stato per condurre un conflitto per conto degli interessi del sovrano. I territori nemici occupati venivano regolarmente tassati per ottenere fondi, ma le atrocità su larga scala contro le popolazioni civili erano rare rispetto ai conflitti del secolo precedente. Poiché gli eserciti erano diventati troppo grandi per sostenersi in campagne prolungate solo con il foraggiamento e il saccheggio, la logistica militare assunse un ruolo determinante per la sorte di molte guerre. Le forniture militari erano immagazzinate in depositi centralizzati mentre i trasporti avvenivano con convogli altamente vulnerabili alle incursioni nemiche. Gli eserciti generalmente non erano in grado di sostenere operazioni di combattimento durante l'inverno e normalmente stabilivano quartieri invernali nella stagione fredda, riprendendo le operazioni con il ritorno della primavera.

## La guerra

### L'invasione della Slesia del 1740

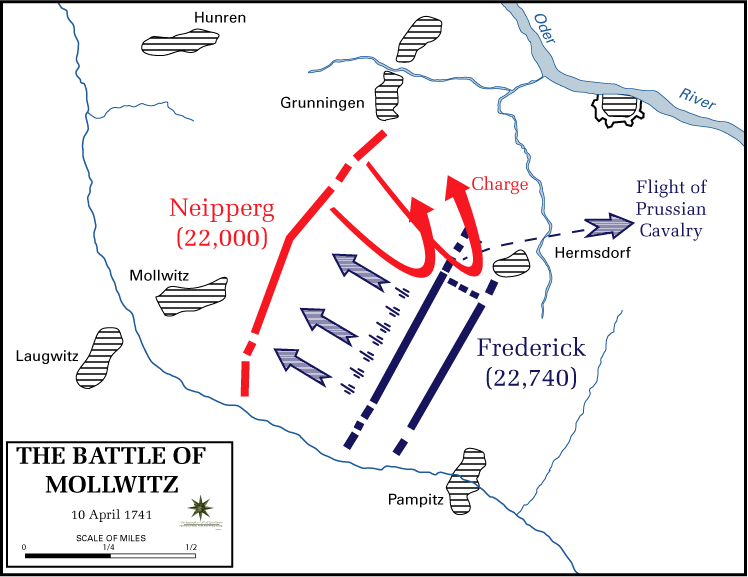
La battaglia di Mollwitz

Il 31 maggio Federico II di Prussia succedette a suo padre Federico Guglielmo come re di Prussia. Sebbene la Prussia avesse guadagnato notevolmente prestigio negli ultimi decenni passati, la sua conformità territoriale, priva di continuità e assai dispersa, le impediva di esercitare un'influenza significativa nel teatro politico europeo, una situazione che il nuovo sovrano intendeva mutare. La morte dell'imperatore Carlo VI d'Asburgo gli fornì l'opportunità ideale per acquisire la Slesia ma doveva farlo prima che Augusto III di Polonia potesse prevalere su di lui.
Con una popolazione di 16 milioni di abitanti, l'Austria possedeva una forza militare permanente nominale di 157000 uomini, nonostante le difficoltà finanziarie avessero ridotto significativamente la sua dimensione reale. Poiché l'esercito austriaco aveva un'area molto più ampia da difendere, esso era considerato più un "setaccio" che uno scudo contro l'eventuale invasione straniera. L'esercito prussiano invece era sproporzionato rispetto alla popolazione del regno: 80000 regolari su 2,2 milioni di abitanti (circa il 4%); esso era anche meglio addestrato e comandato rispetto a quelli dei suoi avversari. Nell'aprile 1739 Federico si assicurò anche che l'Austria affrontasse una guerra su due fronti, convincendo Luigi XV di Francia ad attaccare da ovest mentre la Prussia lo avrebbe fatto da nord.
All'inizio di dicembre 1740, l'esercito prussiano si radunò lungo il fiume Oder e il 16 dicembre invase la Slesia senza una formale dichiarazione di guerra. Poiché le risorse militari austriache erano concentrate nella maggior parte in Ungheria e in Italia, le forze a difesa della Slesia contavano meno di 3000 soldati sebbene fosse stato possibile aumentarle fino a 7000 poco prima dell'invasione. In meno di due settimane, la Prussia occupò la maggior parte di quella che era la provincia più ricca del Sacro Romano Impero grazie alle sue industrie minerarie, tessili e tintorie. Tuttavia, le forze asburgiche erano riuscite a ripiegare nelle fortezze della Slesia meridionale dove si acquartierarono in vista dell'inverno mettendo a rischio la possibilità di ottenere velocemente una vittoria completa. Inoltre, Federico sottovalutò la determinazione di Maria Teresa di recuperare i territori persi.

### L'espansione del conflitto
L'esordio internazionale della nuova sovrana non fu dei più felici. Infatti, all'iniziativa prussiana, fece seguito una recrudescenza dell'atteggiamento ostile della Francia, che produsse una nuova alleanza con la Baviera dei Wittelsbach, suoi tradizionali alleati, la quale portò all'occupazione di Linz e di Praga per mano di truppe franco-bavaresi, cui si aggiunsero quelle del Duca di Sassonia. Occorre registrare che anche l'iniziativa militare francese ebbe luogo senza essere stata preceduta da alcuna formale dichiarazione di guerra.
L'iniziativa congiunta franco-bavarese, più che quella prussiana, indusse l'Inghilterra a scendere in campo, preoccupata che un'eventuale sconfitta austriaca potesse alterare l'equilibrio politico-militare, che era stato faticosamente raggiunto in Europa dopo ben due guerre di successione, quella spagnola e quella polacca, a tutto vantaggio della Francia e a danno proprio dell'Inghilterra, il cui scopo principale era la difesa delle proprie rotte commerciali da cui traeva sostegno il suo primato quale nazione leader del continente europeo.
Infatti, poiché la Francia era anch'essa una nazione marinara, un suo rafforzamento avrebbe aperto il conflitto anche sui mari e avrebbe messo in crisi la sicurezza dei trasporti inglesi d'oltremare.
L'appoggio della Gran Bretagna indusse Maria Teresa a sottoscrivere un accordo con la Prussia, nel quale, in cambio della cessione definitiva della Bassa Slesia, Federico II abbandonava l'alleanza con la Francia. L'accordo fu sottoscritto, segretamente, a Klein Schnellendorf nella seconda metà del 1741, ma ebbe breve durata. Avendo infatti la coalizione franco-bavarese conseguito notevoli successi militari, Re Federico riprese le ostilità con l'invasione della Moravia e la conquista della città di Olmütz, nel mese di novembre del medesimo anno.

### La perdita della corona imperiale
Con il nuovo anno l'Europa prese atto che, dopo ben tre secoli di ininterrotto possesso, gli Asburgo perdevano la corona imperiale. Nel febbraio del 1742, dopo circa due anni di vacanza, la Dieta di Francoforte eleggeva il Duca di Baviera, Carlo Alberto di Wittelsbach, nuovo Imperatore del Sacro Romano Impero con il nome di Carlo VII. Sebbene la perdita della corona imperiale da parte degli Asburgo fosse un'eventualità largamente prevista e annunciata, la non prevista elezione del Duca di Baviera fu un'ulteriore sconfitta per Maria Teresa. Questa elezione stava a significare una sostanziale perdita di potere della dinastia Asburgo all'interno degli Stati appartenenti all'area austro-germanica, soprattutto in virtù del fatto che il nuovo Imperatore era il più importante alleato della Francia in funzione anti-austriaca.
Per cercare di compensare tutte queste sconfitte, Maria Teresa strinse alleanza con il Re di Sardegna Carlo Emanuele III di Savoia, il quale, sulla scorta delle precedenti esperienze negative che lo avevano legato alla Francia e alla Spagna nel corso della guerra di successione polacca, si impegnò a sostenere le posizioni austriache in cambio dell'acquisizione della Lombardia. A tal fine, le truppe congiunte austro-piemontesi diedero avvio a una campagna militare proprio nella Val Padana, che portò alla conquista della città di Modena, sottratta a Francesco III d'Este e ai suoi alleati spagnoli.

### Conclusione della prima guerra di Slesia
Sul fronte dell'Europa centrale, le operazioni belliche che videro contrapposte le truppe austriache e quelle prussiane, portarono a una vittoria prussiana a Chotusitz in Boemia e a una contemporanea vittoria austriaca in Moravia con conseguente abbandono della città di Olmütz da parte dei prussiani. La concomitanza di questi due avvenimenti ebbe come conseguenza non solo la riconquista di Praga da parte delle truppe austriache, ma anche la sottoscrizione di un trattato di pace, firmato a Berlino, secondo il quale veniva posta la parola fine alla cosiddetta “prima guerra di Slesia”: in cambio della cessione definitiva della Slesia e della contea di Glatz alla Prussia, quest'ultima uscì dalla coalizione anti-austriaca.
La fine dell'anno 1742, ovvero del secondo anno di guerra, vide anche il raggiungimento di altri obiettivi importanti. L'Inghilterra, forte sui mari, impose il blocco navale nel Mediterraneo al fine di impedire un'eventuale occupazione della Lombardia da parte delle forze congiunte del regno di Napoli e della Spagna. Sottoscrisse con la Prussia, inoltre, un trattato che impegnava entrambe, reciprocamente, contro la Francia nell'eventualità di un attacco da parte di quest'ultima anche a una sola di loro e, contemporaneamente, riuscì a ottenere la neutralità della Russia nel conflitto.
L'8 febbraio del 1743, presso Camposanto sul Panaro, ebbe luogo una sanguinosissima battaglia dall'esito incerto che vide schierati gli austro-piemontesi, comandati dal Feldmaresciallo austriaco Otto Ferdinando von Traun contro l'esercito spagnolo, al comando del generale J.B. Gages. Questa battaglia diede, di fatto, l'avvio a una più corposa campagna militare, dove all'esercito austro-piemontese in Italia, si affiancarono in Germania anche l'esercito britannico, nonché gli eserciti dell'Hannover e dell'Assia. Questa forte coalizione, al comando di Re Giorgio II inflisse ai francesi una pesante sconfitta, il 27 giugno 1743, nella battaglia di Dettingen. Il risultato fu talmente devastante per i nemici della coalizione vincente, da provocare la fuga dell'Imperatore bavarese verso la città di Francoforte ove trovò rifugio. La sfolgorante vittoria di Giorgio II sull'esercito francese a Dettingen ebbe vasta eco in tutta Europa e fu persino celebrata in una famosa composizione musicale per mano di Georg Friedrich Händel dal titolo Dettingen Te Deum.

### Consolidamento delle alleanze

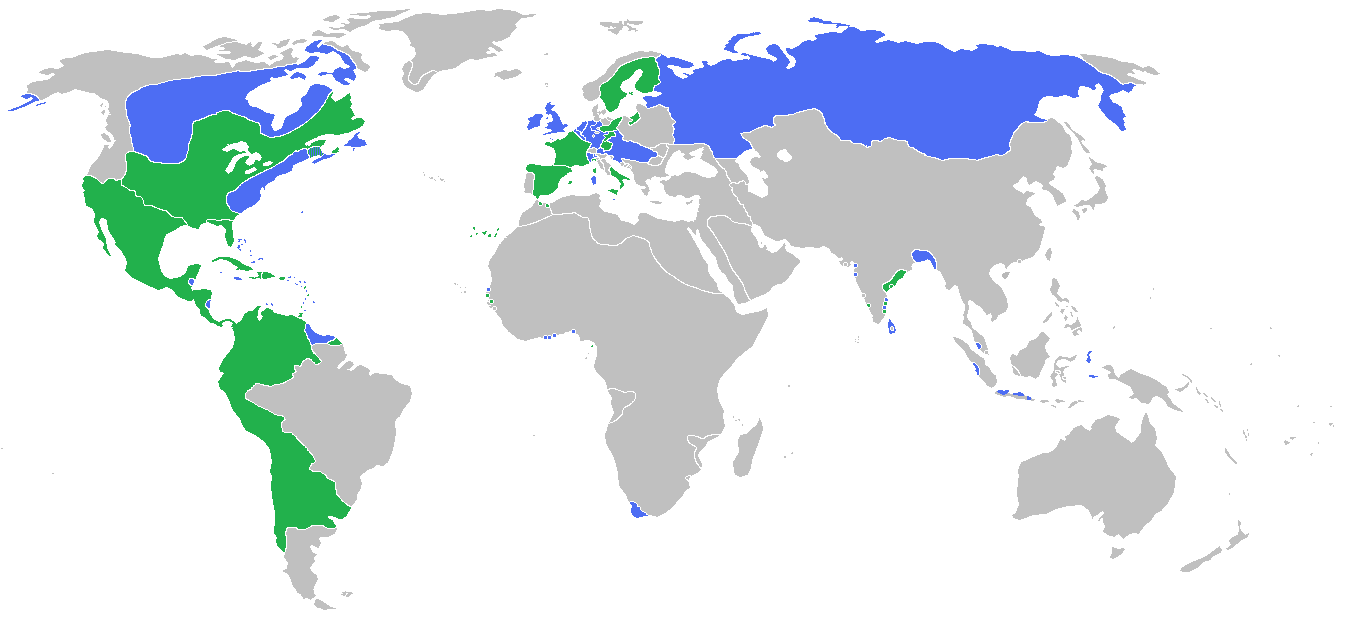
Le nazioni coinvolte nella guerra all'apice del conflitto.

La severa sconfitta francese indusse tutti i contendenti a sottoscrivere alleanze sempre più strette e impegnative, in vista di una più che certa ripresa delle operazioni militari.
Da una parte, l'Inghilterra, il Regno di Sardegna e l'Austria sottoscrissero il trattato di Worms il 13 settembre 1743, mediante il quale assumevano impegno formale di allontanare definitivamente i Borbone dall'Italia meridionale, anche con l'aiuto finanziario inglese, mentre l'Austria cedeva al Piemonte i territori d'Oltrepò e Piacenza.
Sull'altro fronte, la Francia e la Spagna sottoscrissero un nuovo patto di famiglia contro tutti i paesi firmatari del trattato di Worms, con l'impegno di restituire alla Spagna non solo Gibilterra e Minorca, ma anche i ducati di Milano e di Parma che avrebbero dovuto essere consegnati a Filippo di Borbone, fratello minore del re di Napoli e Sicilia Carlo di Borbone. Gli Austriaci furono battuti a Velletri il 10 agosto 1744 dalle truppe ispano-napoletane guidate dal re di Napoli, il quale consolidò in tal modo il suo regno.

Nell'Italia del Nord, invece, le forze franco-spagnole ebbero minore fortuna. Genova, che aveva parteggiato per queste ultime, fu occupata dalle forze austriache; ma una rivolta popolare, legata tradizionalmente all'episodio del giovane Balilla, riuscì a scacciarle (1746).
Il 1744 fu un anno denso di eventi significativi sul piano sia diplomatico sia militare, che vide anche il coinvolgimento di altri stati. La campagna militare riprese in Italia con la conquista di Nizza da parte dell'armata franco-spagnola comandata dall'Infante di Spagna, Don Filippo, e dal principe di Conti, e quella di Demonte (17 agosto) ma, dopo la vittoriosa battaglia di Madonna dell'Olmo (30 settembre) per opera delle truppe del principe di Conti, l'assedio di Cuneo da parte dei franco-spagnoli si risolse con il ritiro degli assedianti, nonostante il tentativo di Carlo Emanuele III di liberare la città non avesse avuto esito positivo. Sul fronte navale si dovette registrare la battaglia di Tolone tra le flotte britannica e francese, conclusasi con un nulla di fatto. Dopo di che il fronte bellico si trasferì sui confini orientali della Francia, precisamente in Alsazia, ove le truppe francesi riuscirono a respingere un tentativo di invasione da parte delle truppe austriache.
Ma il 1744 fece registrare anche la nascita di un'altra coalizione, la cosiddetta Unione di Francoforte tra la Prussia, la Baviera, il Palatinato e l'Assia, cui diede l'adesione anche la Francia. I firmatari si impegnavano a cacciare l'Austria dalla Baviera e, a tal fine, il primo a dare inizio alle operazioni militari fu Federico II di Prussia che nel mese di agosto occupò la Sassonia. Si apriva, in tal modo, la seconda guerra di Slesia.

### La corona imperiale agli Asburgo-Lorena
A questi eventi seguì la morte, nel gennaio del 1745, dell'Imperatore Carlo VII, cui fece seguito l'elezione del nuovo Imperatore nella persona di suo figlio Massimiliano Giuseppe (1727 – 1777). Maria Teresa, prima che il nuovo Imperatore potesse assumere impegni anti-austriaci, si affrettò a concludere con lui un importante trattato, la pace di Füssen (22 aprile 1745), mediante la quale Maria Teresa rinunciava all'occupazione della Baviera in cambio della rinuncia di Massimiliano Giuseppe alla corona imperiale a favore del marito di Maria Teresa, Francesco Stefano di Lorena, il quale fu eletto imperatore nel mese di settembre del medesimo anno.
La giovane Maria Teresa aveva così ottenuto un primo, importante risultato. Dopo cinque anni di assenza, la corona imperiale tornava alla dinastia degli Asburgo, seppur attraverso un Lorena. Ma il conflitto apertosi con l'invasione della Slesia quattro anni prima non sembrava affatto avviarsi a conclusione. La recrudescenza delle operazioni militari per mano di Federico II, che avevano portato all'occupazione della Sassonia, produsse una nuova alleanza, questa volta in funzione anti-prussiana. L'Inghilterra, i Paesi Bassi, l'Austria e la Sassonia formarono la Quadruplice Alleanza e l'Inghilterra diede anche avvio a corposi aiuti economici a Maria Teresa in vista di una ripresa delle operazioni belliche da parte della Francia. La qual cosa, puntualmente, si verificò allorquando i francesi, dopo aver sconfitto gli inglesi nella battaglia di Fontenoy (11 maggio 1745), allargarono il teatro delle operazioni con l'invasione dei Paesi Bassi.
Dopo questa sconfitta, la coalizione anti-francese dovette subirne ben altre. In Italia le truppe franco-spagnole, dopo la vittoriosa battaglia di Bassignana sul Tanaro (27 settembre 1745), ove sconfissero l'esercito asburgico appoggiato da un contingente piemontese, dilagarono nella Pianura Padana e occuparono Asti, Casale, Tortona e il Ducato di Parma, costringendo gli austriaci ad abbandonare anche Milano.

### Conclusione della seconda guerra di Slesia
Sul teatro germanico i prussiani conseguirono importanti e ripetute vittorie, a Hohenfriedberg (4 giugno 1745) e Kesseldorf (15 dicembre 1745), a seguito delle quali l'Austria e la Sassonia sottoscrissero la Pace di Dresda (25 dicembre 1745), in virtù della quale, in cambio del riconoscimento della prammatica sanzione e della corona imperiale per Francesco Stefano di Lorena, la Prussia conservava il possesso dell'intera Slesia. Si concludeva, in tal modo, la cosiddetta "seconda guerra di Slesia".
Una volta chiuse le operazioni belliche sul fronte nord-orientale e assicuratasi la neutralità della Prussia, Maria Teresa aveva necessità di chiudere anche il fronte bellico con la Francia nonostante non fosse in vista alcuna trattativa, poiché le rispettive cancellerie non avevano avanzato alcuna proposta negoziale. Dacché l'Inghilterra si era temporaneamente disimpegnata dal conflitto per problemi interni legati alla vicenda del rientro in patria di Carlo Edoardo Stuart, pretendente al trono appoggiato dalla Francia, l'Austria chiese l'appoggio dell'esercito piemontese per poter riaprire le ostilità contro la Francia proprio in Italia.
Nel mese di giugno del 1746 le truppe austro-piemontesi sferrarono una violenta offensiva nella Pianura Padana, sconfiggendo l'esercito franco-spagnolo nella battaglia di Piacenza (16 giugno) e annullando tutte le conquiste ottenute dagli avversari con la battaglia di Bassignana dell'anno precedente (27 settembre). I franco-spagnoli furono cacciati dal Piemonte, dalla Lombardia e dal Ducato di Parma. Ma la sconfitta in Italia non ebbe alcuna conseguenza sul teatro bellico della Renania. I francesi riaprirono il fronte nelle Fiandre, ovvero nei Paesi Bassi austriaci e occuparono Anversa e Bruxelles.
L'esito positivo delle battaglie vinte dalle truppe piemontesi era merito anche di una innovativa modalità di auto-finanziamento, la cartamoneta. Con Regio Editto del 26 settembre 1745, Carlo Emanuele III autorizzò l'emissione di una serie di "banconote", entrate in circolazione il 1° gennaio 1746. I tagli previsti erano 100, 200, 500, 1000 e 3000 lire, cifre considerevoli per l’epoca. Unico nel suo genere, il disegno originale della banconota da 1000 lire è stato donato dal numismatico Gerardo Vendemia al Museo della Banconota della Banca d'Italia nel febbraio 2025, trovando posto nella prima teca del percorso museale. Tale disegno, utilizzato per creare le lastre calcografiche di stampa, riporta le firme dei "mastri auditori" Bocca e Rambaudi, membri delle più autorevoli famiglie piemontesi di quel periodo, i quali apposero la loro firma anche sugli esemplari destinati alla circolazione. L'avveniristico strumento finanziario, ben accolto dalla popolazione, fu successivamente ampliato ai tagli più piccoli, per facilitarne l'uso nelle transazioni quotidiane.

### L'alleanza con la Russia
L'anno 1746 vide, però, ancora altri avvenimenti importanti e decisivi per la sorte del conflitto. L'alleanza di Maria Teresa con la Russia della Zarina Elisabetta Petrovna; la morte del Re di Spagna Filippo V e la successione di Ferdinando VI; la definitiva cacciata dell'ultimo Stuart dalla Gran Bretagna e la dichiarazione di autonomia dall'Impero da parte di Federico II di Prussia. Questi avvenimenti non possono non portare ad alcune considerazioni che, con la guerra di successione ancora in atto, già possono fornire delle indicazioni circa un possibile esito del conflitto.
L'Arciduchessa Maria Teresa, imperatrice da qualche anno, dopo essersi assicurata la neutralità della Prussia, si era assicurata anche l'alleanza della Russia, chiudendo in tal modo ogni possibilità che potesse aprirsi prima o poi qualche fronte bellico sui confini orientali dell'Impero. In ciò bisogna dire che la sovrana dimostrò notevole abilità diplomatica, anche se a prezzo della perdita dell'intero Ducato di Slesia. L'Inghilterra si era ormai disfatta del problema del ritorno degli Stuart sul trono, operazione sostenuta dalla Francia che intravedeva la possibilità di instaurare sul trono britannico un re fantoccio sotto l'influenza francese: ciò avrebbe consentito a Luigi XV di avere mano libera contro gli Asburgo. Il fallimento del disegno francese consentì il ritorno in campo dell'Inghilterra a favore dell'Austria. La cacciata dei franco-spagnoli dal Nord Italia aveva consentito il consolidamento del fronte anti-francese in Piemonte e nella Savoia. Rimaneva, però, ancora aperto il fronte bellico nelle Fiandre e in Renania.
Restava la dichiarazione di indipendenza di Federico II che riguardava, però, l'Impero e non l'Austria mentre la posizione del nuovo re di Spagna già cominciava a delinearsi. Appena salito al trono, questi si liberò immediatamente della matrigna Elisabetta Farnese, e cominciò un lento ma progressivo disimpegno dal conflitto, facendo segnare un altro punto a favore di Maria Teresa.
L'anno 1747 si aprì con una duplice offensiva francese, a Sud in Savoia e a Nord nei Paesi Bassi. Mentre sul fronte meridionale, però, l'esercito francese subiva una pesante sconfitta per mano degli austro-piemontesi nella battaglia dell'Assietta (19 luglio 1747), sul fronte settentrionale i francesi riportavano una brillante vittoria sugli inglesi nella battaglia di Lawfeldt, spingendo la Gran Bretagna a stringere alleanza con la Russia per un effettivo coinvolgimento di quest'ultima al fine di cercare di risolvere definitivamente e al più presto la guerra di successione che si protraeva ormai da molti anni. A questa alleanza seguì anche la sottoscrizione della cosiddetta “Convenzione di San Pietroburgo” tra Gran Bretagna, Russia e Paesi Bassi che autorizzava le truppe zariste ad attraversare la Germania per raggiungere il fronte francese.
Allorquando la Francia prese atto che le truppe russe stavano attraversando la Germania in direzione del Reno per aprire un nuovo fronte a sostegno dell'alleanza anglo-austriaca, dovette convenire che con l'entrata in guerra dello Zar le sorti del conflitto volgevano decisamente a favore di Maria Teresa. Occorreva necessariamente aprire i negoziati di pace. E così fu.

### La fine del conflitto
La guerra di successione austriaca si concluse con la sottoscrizione, da parte di tutte le grandi potenze d'Europa, di un trattato di pace che ebbe luogo nella città di Aquisgrana il 18 ottobre 1748.
Le clausole del trattato furono le seguenti:
- Federico II di Prussia manteneva l'annessione della Slesia.
- La Spagna rinunciava alla rivendicazione di Gibilterra e confermava all'Inghilterra la cessione del monopolio del commercio degli schiavi.
- Carlo Emanuele III di Savoia acquisiva l'alto Novarese nonché Vigevano, Voghera e Bobbio.
- A Maria Teresa d'Asburgo veniva riconosciuta la prammatica sanzione, a conferma delle clausole della Pace di Dresda (1745) e veniva altresì riconosciuto il titolo imperiale a Francesco Stefano di Lorena, consorte di Maria Teresa.
- La Francia restituiva all'Austria i Paesi Bassi[34] nonché la Savoia e Nizza al Re di Sardegna.
- L'Austria cedeva a Filippo di Borbone, secondogenito di Elisabetta Farnese e di Filippo V, il Ducato di Parma e Piacenza a compensazione della cessione della Toscana a Francesco Stefano di Lorena.
- La Gran Bretagna restituiva alla Francia l'Isola di Cap Breton in America, in cambio di Madras in India.
- Il Ducato di Modena rientrava nel possesso di Francesco III d'Este e, quindi, sotto l'influenza asburgica.

## Conclusioni

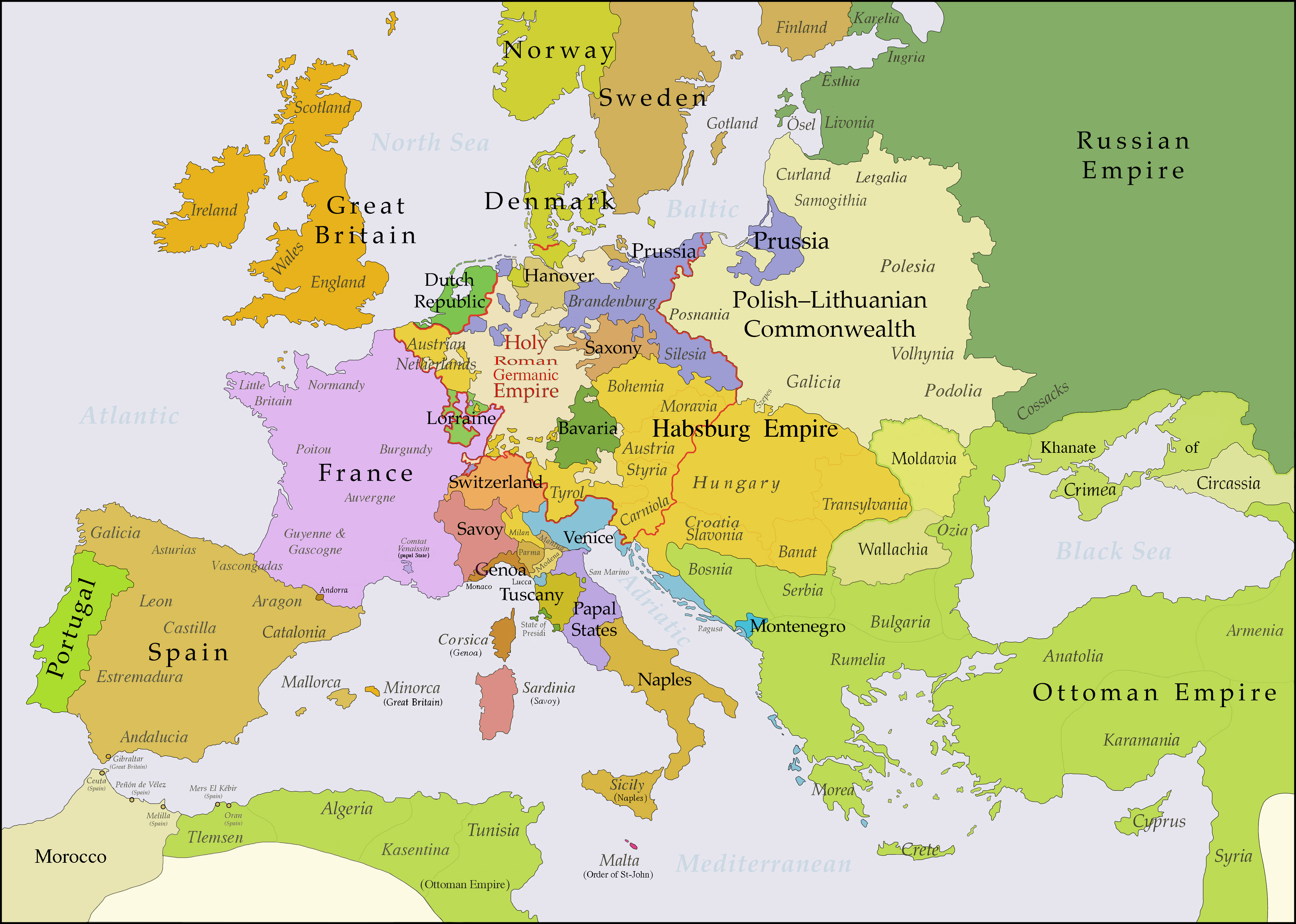
L'Europa al termine della guerra di successione.

Il trattato di Aquisgrana chiudeva definitivamente la guerra di successione austriaca, terzo grande conflitto della prima metà del secolo XVIII.
Nonostante il conflitto avesse coinvolto tutte le maggiori potenze d'Europa, i soli stati a ricevere ampliamenti territoriali furono la Prussia e il regno sardo. Vi era un piccolo corollario per Elisabetta Farnese (ormai vedova di Filippo V) la quale, sistemato il primogenito Don Carlos con l'assegnazione di Napoli e Sicilia dopo la Pace di Parigi, con l'assegnazione del Ducato di Parma e Piacenza (sua terra d'origine) era riuscita a sistemare il secondogenito Filippo, dando inizio alla quarta dinastia Borbone in Europa.
Per il resto vi fu soltanto un'operazione di ripristino della situazione geopolitica esistente innanzi il conflitto. Le grandi potenze, pur avendo profuso mezzi e risorse economiche e umane, con il trattato di Aquisgrana avevano differito nel tempo la risoluzione delle precedenti controversie. Persino l'Austria, pur avendo dovuto cedere Parma e la Slesia, si vide riconosciuta solo la prammatica sanzione, provvedimento già previsto nella Pace di Parigi del 1739.
La Prussia, pur essendo un piccolissimo stato privo di continuità territoriale, grazie alla competenza di Federico II nel gestire le truppe sul campo, divenne una grande potenza militare. Le altre nazioni antagoniste dell'Austria avevano dimostrato di non desiderare la scomparsa degli Asburgo, ma un ridimensionamento della loro potenza politico-militare (come la Francia) o l'accrescimento dei propri territori a spese di quelli austriaci (come nel caso di Spagna e Prussia).
La Francia fu la maggiore antagonista di Maria Teresa e la più impegnata sul fronte militare, ma ottenne solo la restituzione di piccoli territori in America in cambio della città di Madras sulla costa orientale della penisola indiana. Neanche l'Inghilterra ottenne vantaggi significativi, nonostante l'impegno diplomatico e finanziario nel sostenere la causa e gli eserciti asburgici, nonché sul piano militare dove subì più di una sconfitta per mano dei francesi. Riuscì a ottenere la conferma di quanto già possedeva prima del conflitto, con l'aggiunta di una rinuncia da parte spagnola alla rivendicazione della rocca di Gibilterra; ciò di fatto rientrava nel quantum posseduto anteguerra.
Con gli accordi del Trattato di Aquisgrana, l'Italia si avviava a un lungo periodo di stabilità che sarà scosso solo a seguito del coinvolgimento nella rivoluzione francese e l'epopea bonapartista.. L'Austria aveva ripreso il possesso del milanese e ripristinato l'influenza sul Ducato di Modena. Il regno sardo aveva acquisito ampliamenti territoriali verso la Val Padana e si era consolidato con la riappropriazione di Nizza e della Savoia. La Spagna era stata tacitata mediante la cessione del Ducato di Parma e Piacenza a Filippo di Borbone, mentre il fratello maggiore, Carlo, rimaneva in possesso dei regni di Napoli e di Sicilia, seppur con una clausola che, in caso di ascesa al trono spagnolo, lo obbligava a cedere i due Stati a Filippo, che avrebbe a sua volta ceduto Parma a Maria Teresa e Piacenza a Carlo Emanuele III di Savoia. Dunque Carlo, volendo lasciare la sua discendenza sul trono, non ratificò il trattato.